# Bathyaulax concavitarsis
Bathyaulax concavitarsis är en stekelart som först beskrevs av Van Achterberg och Sigwalt 1987.  Bathyaulax concavitarsis ingår i släktet Bathyaulax och familjen bracksteklar. Inga underarter finns listade.